# 南緯33度線
南緯33度線（なんい33どせん）は、地球の赤道面より南に地理緯度にして33度の角度を成す緯線。大西洋、南アフリカ共和国、インド洋、オーストララシア、太平洋、南アメリカを通過する。　
この緯度の下では、夏至点時の可照時間は14時間20分であり、冬至点時の可照時間は9時間58分である。

## 通過する地域一覧
南緯33度線は、本初子午線から東に向かって以下の場所を通っている。
| 地理座標                                               | 国土・領土・領海 | 備考                                        |
| ------------------------------------------------------ | ---------------- | ------------------------------------------- |
| 南緯33度0分 東経0度0分 / 南緯33.000度 東経0.000度      | 大西洋           |                                             |
| 南緯33度0分 東経17度52分 / 南緯33.000度 東経17.867度   | 南アフリカ共和国 | 西ケープ州 東ケープ州                       |
| 南緯33度0分 東経27度57分 / 南緯33.000度 東経27.950度   | インド洋         |                                             |
| 南緯33度0分 東経115度40分 / 南緯33.000度 東経115.667度 | オーストラリア   | 西オーストラリア州                          |
| 南緯33度0分 東経124度17分 / 南緯33.000度 東経124.283度 | インド洋         | グレートオーストラリア湾                    |
| 南緯33度0分 東経134度12分 / 南緯33.000度 東経134.200度 | オーストラリア   | 南オーストラリア州 ニューサウスウェールズ州 |
| 南緯33度0分 東経151度44分 / 南緯33.000度 東経151.733度 | 太平洋           |                                             |
| 南緯33度0分 西経71度34分 / 南緯33.000度 西経71.567度   | チリ             |                                             |
| 南緯33度0分 西経70度1分 / 南緯33.000度 西経70.017度    | アルゼンチン     |                                             |
| 南緯33度0分 西経58度5分 / 南緯33.000度 西経58.083度    | ウルグアイ       |                                             |
| 南緯33度0分 西経53度21分 / 南緯33.000度 西経53.350度   | ブラジル         | リオグランデ・ド・スル州                    |
| 南緯33度0分 西経52度34分 / 南緯33.000度 西経52.567度   | 大西洋           |                                             |